# Go-Jo
Marty Zambotto (Manjimup, 25 de noviembre de 1995), conocido profesionalmente como Go-Jo, es un cantante, compositor y productor discográfico francoaustraliano.

## Biografía
Marty Zambotto creció en una finca remota y autosuficiente en Australia Occidental, lo que ayudó a desarrollar su estilo musical y su identidad artística. Recibió su primera guitarra a la edad de 13 años, inicialmente escribiendo y produciendo canciones para otros artistas antes de lanzar su propia carrera en solitario. Actualmente, reside profesionalmente en Sídney.
Zambotto es conocido por sus canciones y versiones originales interpretadas con su guitarra. Su versión de la canción "Iris" de Goo Goo Dolls ha recibido más de 3 millones de reproducciones en Spotify. Un vídeo de él interpretando su canción "Mrs. Hollywood" en un centro comercial ha sido visto más de un millón de veces.
El 25 de febrero de 2025, SBS anunció que el artista representaría a Australia en el Festival de la Canción de Eurovisión 2025, celebrado en Basilea (Suiza), con la canción "Milkshake Man".

## Discografía

### Sencillos
| Título                                    | Año  | Álbum o EP |
| ----------------------------------------- | ---- | ---------- |
| "Nobody Like You" (con Emma Carn)         | 2016 |            |
| "Incredible" (con Drugz300)               | 2018 |            |
| "With You"                                | 2018 |            |
| "Ship in a Bottle"                        | 2019 |            |
| "Phases" (con Trøves)                     | 2019 |            |
| "No One Else"                             | 2020 |            |
| "Say Something"                           | 2020 |            |
| "Iris"                                    | 2020 |            |
| "Thank You Mum"                           | 2021 |            |
| "White Lies"                              | 2021 |            |
| "You Don't Love Me"                       | 2021 |            |
| "Backseat"                                | 2021 |            |
| "Better Off"                              | 2021 |            |
| "Fuck Being Sad."                         | 2021 |            |
| "Georgia"                                 | 2022 |            |
| "Missing You"                             | 2022 |            |
| "See You in LA"                           | 2022 |            |
| "Double Down"                             | 2022 |            |
| "Mrs. Hollywood"                          | 2023 |            |
| "Loverman"                                | 2023 |            |
| "Teenage Dream" (triple j Like A Version) | 2023 |            |
| "Cry About"                               | 2024 |            |
| "Milkshake Man"                           | 2025 |            |